# Mehmet Oktav
Mehmet Oktav (Istanbul, 1917 – 6 aprile 1996) è stato un lottatore turco, specializzato nella lotta greco-romana.

## Palmarès
- Giochi olimpici

Londra 1948: oro nei pesi piuma.